# Doom II
『Doom II: Hell on Earth』（ドゥームツー ヘル オン アース）はid Softwareが開発したファーストパーソン・シューティングゲーム。本作は1994年にMS-DOS用ソフトとして発売されたのち、1995年にMacintosh版が発売されたほか、21の新ステージの拡張パック『Master Levels for Doom II』が1995年12月26日に発売された。
当初シェアウェアと通信販売でのみ入手できたオリジナルのDoomと異なり、本作は店舗で販売された。1995年のPlayStationと1997年のセガサターンで発売された『Doom』では前作『I』と本作の収録によるカプリングで移植。また、2002年にゲームボーイアドバンス、2010年にXbox Live Arcade、2019年に Nintendo Switch、PlayStation 4とXbox Oneに移植された。
前作のソースコードの公開により、iPhoneや一部の他種の携帯電話を含む他の多くのプラットフォームへの移植が実現した。

## ゲームプレイ
本作の内容には前作と劇的な違いはなく、大きな技術開発、グラフィックの改善、大幅なゲームプレイの変更もなかった。代わりに、開発チームはオリジナルのゲームの発売以降のコンピューターハードウェアの進歩を利用して、はるかに大きく複雑なステージを作成することで、自社のゲームエンジンをさらに活用できるようにした。ゲームは前作のように大きな非線形ステージを通るプレイヤーで構成されている。各ステージの行く手を阻むデーモンを、ゲームを通して入手できるさまざまな武器で倒しながら、出口（スイッチまたはテレポーター）を見つけることでステージクリアとなり、次のエリアに進む。前作と同様、本作のステージは直接的な方法で完了することができるが、ステージは非線形であるためプレイヤーは通り道を離れた場所を歩き回ることができ、そうした場所には多くの場合体力回復アイテムやより強力な武器などのボーナスアイテムが配置されている。マップが大きく複雑になり、モンスターの集団も拡大したためゲームのシステム要件はオリジナルよりも幾分か高くなっている。 
3つに分かれたエピソードを別々にプレイしていた前作とは違い、本作はストーリーが進展する際の幕間を伴いつつも1つの巨大なエピソードを攻略することになる。これは、ゲーム全編を通して、プレーヤーが死亡しない限り手持ちの武器と弾薬などをリセットされなくなったことも意味する。（Doomのオリジナルのエピソードと違い）マップ上のプレーヤーの進行状況は画像で表示されなくなり、各ステージ間の画面は単に背景を表示する（このスタイルは前作の小売向け再販版『The Ultimate Doom』に追加されたエピソード4に受け継がれている）。
本作は非ボスのモンスターの種類を２倍にし、前作のDoomではボスとして登場したモンスターも通常の敵として途中のステージに登場させたことに加え、新しい武器「ダブルバレルショットガン」（ゲームではスーパーショットガン、あるいはコンバットショットガンなどと呼ばれていた）および、隠し部屋に配置される新しいパワーアップ「メガスフィア」が追加されている。 

### マルチプレイヤー
前作でも搭載されていたマルチプレイヤー機能は大幅に増加したダイヤルアップモデム数の「独創的な」サポートを含む改善が行われた。2人のプレーヤーによるダイヤルアップ接続により、1人のプレーヤーが他のプレーヤーのコンピューターにダイヤルインして、協力またはデスマッチスタイルの戦闘でプレイできた。 ローカルエリアネットワーク （LAN）機能も追加された。このLAN機能は発売後にパッチとアップデートがリリースされて改善された。この機能は後に前作の機能としても組み込まれた。オリジナルのDoomと同様に、マルチプレイヤーゲームは、内部セットアッププログラム（setup.exe）、オンラインサービスDWANGOまたはカーリーやカーン（SPXを使用）などのWindows 95でかつて人気だったプログラムを通したダイヤルアップ接続またはLANを使用してプレイされていた。今日では、現代の標準でDoom IIはOdamex、Zandronum、ZDaemonなどのサードパーティのソースポートを使用して、インターネット上のほぼすべてのバージョンのWindowsでプレイでき、現在も依然として人気がある。他にもDoom IIのXbox Liveアーケード移植版は、 Xbox Liveを介したオンラインマルチプレイヤーをサポートしていた。

## プロット
連続する30レベルは以下の4つのエリアに分かれている：UAC Underground、UAC's Starport（Hellish Outpost）、City、Hell
Doomの出来事の直後、プレイヤーは再び名前のないDoomguyの役割を担う。スパイダー・マスターマインドを倒した後、彼が「地獄に封じ込めるにはあまりにも強すぎる」と証明したため、地獄のデーモンは海兵隊員に地球へのポータルを開いた。地球に戻った後、海兵隊員は地球もデーモンの侵略を受け、数十億の人々などが殺害されたことを発見する。   
攻撃を生き延びた人類は、残りの生存者を宇宙に運ぶ巨大な宇宙船を建造する計画を立てた。 不幸なことに、地球で唯一の地上の宇宙港はデーモンに占領され、デーモンはその上に火炎バリアを設置し、船の出港を阻止した。海兵隊員は悪魔の大群と戦い、フォースフィールドを無効化して残りの人間を脱出させる。すべての生存者が地球を脱出した後、海兵隊員は惑星に残された唯一の人間となった。  
人類を救えたことを知った彼は、座して死を待っていたが、その後、地獄の軍隊がどこから来ているのか突き止めた軌道上の生存者から惑星外送信を受け取った。このメッセージは、デーモンの基地が海兵隊員の故郷の中心にあることを明らかにした。その後、彼は基地に到達するまで街中を戦ったが、こちら側から侵略を止める方法はないと見ていた。彼は反対側から無効にしようと地獄に入ることに決め、ポータルに足を踏み入れた。 
地獄の軍勢と戦い抜いた後、海兵隊員は彼が今まで見た中で最大のデーモン「罪の聖像」（Icon of Sin、バフォメット）の居場所へと到達する。彼はロケットをその露出した脳に撃ち込んで罪の聖像を破壊する。聖像の死は地獄を荒廃させ、地球へのポータルは封印された。地獄を破壊された今邪悪な人たちが死ぬとどこに行くのだろうか、地球を再建する事の方が窮状を切り抜けるよりも気楽に違いないと故郷への道すがら考えた。

## 開発
ほとんどのステージはサンディ・ピーターセンによって設計され、アメリカン・マギーも重要な役割を果たした。最終ステージのボスキャラ「Icon of Sin」には、2人のアーティストがジョン・ロメロの生首を壁面上、通常の手段で立ち入ることのできないIcon of Sinの弱点の内部にスプライトとして入れ、これがロケットを打ち込むことでのみヒットできステージクリア判定になるオブジェクトであるというイースターエッグが含まれている。ロメロは、ステージの効果音に取り組むためにステージをプレイしているときに、この面白半分のジョークを偶然見つけた。それを同僚が行ったものだと理解したロメロは、「’’To win the game, you must kill me, John Romero(ゲームに勝つには、私、ジョン・ロメロを殺さなければならない)’’」という声を録音し、さまざまなフィルターに通して歪ませたうえで、逆再生した「悪魔の聖歌」として収録。プレーヤーが遭遇した際に発するIcon of Sinのボイスとした。「ジョン・ロメロの頭」スプライト用にスキャンされた写真は、1994年に撮影されたビジネスウィークの写真からのものだった。

## リリース
3DO Interactive Multiplayer版はArt Data Interactiveによって開発中であると発表されたが、実現しなかった。    
Doom IIは1994年10月10日に北米とヨーロッパで最初にリリースされた（Doomsdayルールの日の一つであり、オリジナルからちょうど10か月後）。    

## 拡張

### Master Levels for Doom II
『Master Levels for Doom II』は、1995年12月26日にid Softwareが発売した『Doom II』の公式拡張パックである。CDには、契約に基づいてさまざまな作者が作成した20個のWADファイルが含まれている。3000の自作ステージから成る「Maximum Doom」という追加特典も付属していた。  

### No Rest for the Living
『No Rest for the Living』は、Nerve Softwareが本作の拡張パックとして開発したソフトであり、Xbox 360のXbox Live Arcadeにて販売された。同作は8つの通常ステージと1つのシークレットステージで構成されている。また、同作は『Doom 3: BFG Edition』に収録されている『Doom II』内に含まれており、また、PlayStation Network向けの『Doom Classic Complete』の一部として、および本作の2019 Unityエンジン移植版の無料のアドオンとしてもリリースされている。 

## 評価

### 売上
『Masters of Doom』のデビッド・クシュナーによると、id Softwareは発売に備えて60万本のDoom IIを店舗に出荷した。この最初の出荷は、3か月持つと予想されていたにもかかわらず、1か月以内に店頭から売り切れた。ゲームの予約注文は非常に多く、店舗での購入が困難だった。ゲーム製品は棚ではなくパレットに陳列されていた 。本作は1994年に米国で最も売れたコンピューター作品となり、1996年においても米国で32万2671本が売れ、1260万ドルの収益で10位になった。  
米国では、Doom IIは1993年から1999年の間に3番目に売れたコンピューターゲームであり、その期間中に155万本が販売された。米国での収益は最終的に8000万ドルに達し、ヨーロッパの収益は2000万ドルに達した。クシュナーは、後者の数字のうち「30％はこのゲームの販売を禁止したドイツから来たものである」と記述している。  

### 批評家のレビュー
Doom IIの評価は好評で、レビューワーはオリジナルのDoomを優れたものにしているすべてを洗練したと評した。Dragonは、「もし頭を使わないが激しい虐殺があなたが望むものであるなら、（本作は）払った金に見合うものになるだろう。これは単なる必携のゲームではなく、ハードドライブを永遠に保つゲームである。さらに多くのDoomが必要ならこれを手に入れよう」と述べた。  
ライター/ゲームデザイナーのクリス・クロフォードは、「Barrels O 'Fun」ステージを使用してコンピューターゲームの死に関するポイントを説明し、「1990年代の極上のゲームの一つにある最も複雑で洗練されたチャレンジの1つである」という理由から、このステージを例に選んだことを説明した。  
Next GenerationはゲームのPC版をレビューし、5つ星のうち3つ星と評価し、「今やファーストパーソンインターフェースが業界全体で選択できるデザインになっているため、Idは新しいイノベーションを見つける必要がある。さもなくばid独自のゲームのニッチ市場で追いついていることがすぐにわかるだろう」と述べた。  

### 受賞
Doom IIは、1994年のオリジン賞で「Best Fantasy or Science Fiction Computer Game of 1994」賞を受賞した。Doom IIは、2019年のVideo Game Canonの 53の「史上最高のコンピューターゲーム」リストの統計メタ分析で、史上115番目のゲームに位置付けられた。 

## 注記
1. ↑  Nerve Software が本作をxbox 360に移植
2. ↑  MS-DOSの欧州版をVirgin Interactive Entertainment、ゲームボーイアドバンス版をアクティビジョン、Xbox 360版をベセスダ・ソフトワークスが発売した